# Gilad Shalit
Gilad Shalit (in ebraico גלעד שליט‎?; Nahariya, 28 agosto 1986) è un giornalista sportivo ed ex-militare israeliano.
Originario della Galilea Occidentale, ha due cittadinanze, israeliana e francese.
Il 25 giugno 2006, mentre svolgeva il servizio militare di leva obbligatorio come carrista nelle Forze di difesa israeliane (IDF), fu rapito nella località israeliana di Kerem Shalom da un commando palestinese infiltratosi oltre il confine della striscia di Gaza. Fu il secondo soldato israeliano preso in ostaggio dai palestinesi dopo Nachson Wachsman, fatto prigioniero nel 1994 e morto in un tentativo di liberazione. La cattura di Shalit e quella di Ehud Goldwasser ed Eldad Regev furono gli eventi principali che portarono ai conflitti nella Striscia di Gaza e in Libano durante l'estate del 2006.
Il 18 ottobre 2011, a seguito di un accordo tra Hamas e il governo israeliano, con la mediazione dell'Egitto, fu liberato dietro la contropartita della liberazione di un migliaio di palestinesi detenuti nelle carceri israeliane, una parte dei quali è stata in seguito di nuovo arrestata e riportata nelle carceri israeliane.

## L'attacco palestinese e la cattura
Verso l'alba del 25 giugno 2006, Shalit fu fatto prigioniero da un commando di militanti palestinesi che avevano condotto un attacco contro una postazione militare in territorio Israeliano, raggiunta attraversando il confine meridionale della striscia di Gaza tramite una galleria sotterranea lunga circa tre chilometri, scavata tra i sobborghi di Rafah e la zona di Kerem Shalom. Durante l'assalto rimasero uccisi due soldati israeliani, mentre altri quattro furono feriti, oltre allo stesso Shalit, che pare abbia riportato una frattura alla mano sinistra e una leggera ferita a una spalla. Il 26 giugno 2006 gli autori della cattura emisero un comunicato in  di fornire informazioni sul soldato prigioniero qualora Israele avesse acconsentito a liberare tutti i prigionieri minori di diciotto anni e quelli di sesso femminile.
Il comunicato era firmato dalle Brigate Ezzedin al-Qassam (braccio militare del partito Hamas), dai Comitati di Resistenza Popolare (che annoverano membri di Fatah, del Movimento per il Jihad Islamico in Palestina e di Hamas) e da un gruppo in precedenza sconosciuto, l'Armata Palestinese dell'Islam. Il 1º luglio 2006 i palestinesi avanzarono nuove richieste agli israeliani, chiedendo la liberazione di mille prigionieri palestinesi in aggiunta ai precedenti,  oltre alla fine dei raid contro la striscia di Gaza. Due giorni dopo, alle richieste si aggiunse un ultimatum di ventiquattro ore, accompagnato da non meglio specificate minacce nel caso fosse stato respinto da Israele. Poche ore più tardi, tuttavia, Israele rigettò ufficialmente l'ultimatum, dichiarando: «Non ci saranno negoziati per il rilascio di prigionieri».
La cattura di Shalit fu comunemente descritta dai mass media occidentali come l'episodio scatenante dell'operazione Piogge estive. Fonti palestinesi fecero però notare come ventiquattro ore prima della cattura di Shalit, il 24 giugno 2006, due civili palestinesi, i fratelli Osama e Mustafa Muamar, sospettati di essere membri di Hamas e di progettare attentati, erano stati arrestati prima dell'alba presso Rafah e tradotti in Israele in quella che era la prima incursione da parte delle forze armate israeliane nella striscia di Gaza dopo il ritiro unilaterale dell'estate precedente. Subito dopo la cattura di Shalit, l'arcivescovo Antonio Franco, nunzio apostolico presso Israele, avviò senza successo un tentativo di mediazione allo scopo di ottenerne il rilascio, mettendosi in contatto con la parrocchia della chiesa cattolica nella striscia di Gaza.

## Tentativi di liberazione
Allo scopo dichiarato di rintracciare e liberare Shalit, le forze armate israeliane lanciarono una prima invasione massiccia della striscia di Gaza il 28 giugno 2006, concentrandosi nella zona del campo profughi di Khan Yunis. Secondo quanto dichiarato da David Siegel, un portavoce dell'ambasciata israeliana a Washington, «Israele ha fatto tutto quel poteva sino ad esaurire tutte le opzioni diplomatiche dando a Mahmūd Abbās l'opportunità di restituire l'israeliano rapito... Questa operazione può essere interrotta immediatamente a condizione che venga rilasciato Gilad Shalit». Il 29 giugno il comandante israeliano del settore meridionale, generale Yoav Galant, confermò che Shalit si trovava ancora a Gaza. Il ministro della giustizia israeliano, Haim Ramon, aggiunse che Shalit era trattenuto nella parte meridionale della striscia di Gaza.
Il corrispondente militare della Radiotelevisione statale israeliana sostenne che Shalit fosse trattenuto a Rafah e che c'erano indicazioni fosse vivo. Il portavoce dell'IDF, il brigadier generale Miri Regev affermò che «non siamo convinti che egli sia tenuto a Gaza sud... [solo] che sia trattenuto a Gaza». Il 1º luglio la BBC riferì che Shalit potrebbe aver ricevuto cure mediche, forse per ferite al ventre e alle spalle. Tale informazione venne successivamente smentita da fonti palestinesi. Le autorità governative israeliane minacciarono anche «di far cadere il cielo» nel caso in cui Shalit fosse stato ferito.
Dal 6 settembre 2006 si diffusero notizie secondo le quali l'Egitto aveva avviato negoziati per conto di Israele con Hamas allo scopo di ottenere il rilascio di Shalit. Una settimana più tardi i mediatori egiziani ricevettero una lettera autografa di Gilad Shalit, nella quale egli assicurava di essere vivo e di stare bene. Un esame grafologico confermò che lo scritto era autentico. Nel corso del 2007, durante la breve guerra civile fra Hamas ed Fatah che insanguinò la striscia di Gaza venne diffuso un messaggio audio di Gilad, probabilmente autentico, nel quale il ragazzo chiedeva aiuto al governo israeliano ed il rilascio di alcuni prigionieri palestinesi.
In seguito il padre, tramite complesse trattative compiute dalla diplomazia egiziana, riuscì a far arrivare al ragazzo un paio di occhiali nuovi dato che i suoi si erano rotti durante l'agguato. Hamas accettò di consegnaglierli, dopo un netto rifiuto iniziale dovuto al sospetto che vi fosse nascosta una microspia. Nel 2008 Hamas tornò a fornire notizie su Gilad, sostenendo che il ragazzo fosse in buone condizioni di salute e chiese di riaprire le trattative, ponendo come base per il rilascio il pagamento di un riscatto miliardario ed il rilascio di duecentocinquanta prigionieri. Il governo israeliano respinse quelle condizioni. Lo stallo delle trattative e le reciproche pregiudiziali vennero superate nel corso del 2011: il 12 ottobre c'è stato l'annuncio del raggiungimento di un accordo per la liberazione del soldato, in cambio della quale il governo israeliano diede il suo assenso alla scarcerazione di un migliaio di palestinesi reclusi nelle carceri israeliane. L'effettiva liberazione del soldato Shalit avvenne sei giorni dopo.

## La liberazione
Il 18 ottobre 2011, a seguito dell'accordo raggiunto con Hamas, il caporale Shalit venne liberato in cambio del rilascio di 1027 prigionieri palestinesi detenuti nelle carceri israeliane. Il caporale venne condotto dalla città palestinese di Rafah ad una località egiziana posta a poca distanza dal confine. Da qui il caporale venne trasferito in elicottero alla base aerea israeliana di Tel Nof, dove venne accolto dal primo ministro israeliano Benjamin Netanyahu. Intervistato da una rete televisiva egiziana, Shalit dichiarò di essere stato trattato bene durante gli anni di prigionia e di essere stato informato della liberazione una settimana prima. Manifestò inoltre il suo auspicio di come l'accordo per la sua liberazione possa essere un primo passo verso la pace.

## Riconoscimenti
L'associazione "Gilad Libero" aveva come scopo il mantenimento dell'attenzione dell'opinione pubblica riguardo alla prigionia di Shalit ed al raggiungimento della sua liberazione. Fondata da Noam Shalit, padre di Gilad, ha anche curato la pubblicazione di un racconto, intitolato "Quando lo squalo e il pesciolino s'incontrarono per la prima volta", scritto da Gilad all'età di undici anni e che allude metaforicamente al conflitto israelo-palestinese. Shalit nel 2008 ricevette inoltre la cittadinanza onoraria di Parigi, nel 2009 di Roma e successivamente quella di diverse località statunitensi.